# Disconnected (Fates Warning)
Disconnected è il nono disco in studio dei Fates Warning. Come per il precedente A Pleasant Shade of Gray, Kevin Moore ha partecipato alla realizzazione dell'album. Moore e Joey Vera compaiono come musicisti ospiti e non facenti parte della formazione della band. Nel 2006, viene ripubblicato dalla Metal Blade tedesca in un'edizione doppio cd assieme ad Inside Out, con l'aggiunta di tracce bonus.

## Tracce
1. disconnected part 1 – 1:13 (musica: Matheos)
2. One – 4:27 (testo: Alder – musica: Matheos)
3. So – 8:08 (Matheos)
4. Pieces of Me – 4:24 (testo: Matheos , Alder – musica: Matheos)
5. Something From Nothing – 10:59 (testo: Alder – musica: Matheos)
6. Still Remains – 16:08 (Matheos)
7. disconnected part 2 – 6:11 (musica: Matheos)

### Tracce bonus edizione 2006
1. Someone/Everything (One demo) – 4:13 (testo: Alder – musica: Matheos)
2. It's Over (Shutdown demo) – 7:35 (testo: Alder – musica: Matheos)
3. Under the Milky Way (cover dei The Church) – 4:34 (Kilbey, Janssonn)

## Formazione
- Ray Alder - voce
- Jim Matheos - chitarra
- Mark Zonder - batteria
- Joey Vera - basso
- Kevin Moore - tastiere